# Исктержен Инлет (Аљаска)
Исктержен Инлет (енгл. Excursion Inlet) насељено је место без административног статуса у америчкој савезној држави Аљаска.

## Демографија
По попису из 2010. године број становника је 12, што је 2 (20,0%) становника више него 2000. године.
| Група             | 2000.       | 2010.     |
| Белци             | 10 (100,0%) | 9 (75,0%) |
| Афроамериканци    | 0 (0,0%)    | 0 (0,0%)  |
| Азијати           | 0 (0,0%)    | 0 (0,0%)  |
| Хиспаноамериканци | 0 (0,0%)    | 1 (8,3%)  |
| Укупно            | 10          | 12        |